# Recilia latifrons
Recilia latifrons är en insektsart som beskrevs av Matsumura 1902. Recilia latifrons ingår i släktet Recilia och familjen dvärgstritar. Inga underarter finns listade i Catalogue of Life.